# SWEDAC
La Agencia sueca para la Acreditación y Evaluación del Control Técnico (en sueco: Styrelsen för ackreditering och teknisk kontroll, SWEDAC; en inglés: Swedish Board for Accreditation and Conformity Assessment) es el organismo nacional de acreditación, evaluación de la competencia de los laboratorios de certificación y organismos de inspección técnica en Suecia.
Es una de las agencias del Gobierno de Suecia, dependiente del Ministerio de Asuntos Exteriores. La agencia tiene su sede en el municipio de Borås. También es responsable de los reglamentos y de la vigilancia en el campo de la metrología legal.